# Bioglio
Bioglio – miejscowość i gmina we Włoszech, w regionie Piemont, w prowincji Biella.
Według danych na styczeń 2009 gminę zamieszkiwało 1021 osób przy gęstości zaludnienia 57,4 os./1 km².